# Ernesto Vallerani
Ernesto Vallerani (Milano, 30 luglio 1936) è un ingegnere italiano, tra i principali ispiratori dell'attività spaziale italiana.

## Biografia
Si è laureato in ingegneria aeronautica al Politecnico di Milano nel 1961 e ha ottenuto una seconda laurea al California Institute of Technology nel 1963, specializzandosi in aerodinamica supersonica.
Nel 1963 ha iniziato a lavorare in Fiat Avio, poi in Aeritalia, dove ha ricoperto diversi ruoli fino a diventare nel 1980 direttore della Divisione Spazio, che ha negli anni successivi portato a una crescita senza precedenti.
Tra i principali progetti cui ha preso parte vanno ricordati le missioni Spacelab ed il modulo Columbus della Stazione spaziale internazionale (ISS).

### Spacelab
Nel 1973, la NASA e l'ESRO (successivamente divenuta Agenzia Spaziale Europea ESA) firmarono un protocollo d'intesa per la costruzione di un laboratorio scientifico da usare a bordo dello Shuttle in volo, che prese il nome di Spacelab. L'Italia partecipò finanziando inizialmente il 18% del progetto (seconda dietro la Germania con il 54%). In Italia l'Ufficio Tecnico Studi Speciali di Fiat Aviazione, diretto da Ugo Sacerdote, mise Vallerani a capo del progetto. Negli anni il ruolo in Spacelab di Fiat Aviazione, diventata nel frattempo Aeritalia, crebbe fino comprendere la costruzione della struttura del modulo e del controllo termico del modulo: due specializzazioni che l'industria torinese avrebbe mantenuto per decenni.
Il modulo Spacelab fu lanciato nello spazio per la prima volta nel 1983 a bordo dello Space Shuttle Columbia, nella missione STS-9, e fu determinante per acquisire esperienza nella gestione delle missioni abitate nello spazio, esperienza che sarebbe stata alla base del contributo italiano alla Stazione spaziale internazionale. Spacelab compì ben 25 missioni, fino al 2000.

### Columbus
Intorno al 1982 nacque da parte dell'azienda italiana Aeritalia e della tedesca MBB-Erno l'idea di un modulo pressurizzato, che avrebbe preso il nome di Columbus, inizialmente concepito come autonomo e poi riprogettato come elemento della Stazione Spaziale Internazionale. Vallerani si occupò anche di questo progetto. Il progetto Columbus fu approvato dall'ESA nel 1985; nel 1988 fu firmato un protocollo di intesa tra ESA e NASA e nel 1996 fu firmato un contratto per la costruzione del modulo, con EADS-Astrium (erede di MBB-Erno) come prime contractor e Thales Alenia Space (erede di Aeritalia) come responsabile della struttura e del controllo termico. Columbus venne lanciato nel 2008 con la missione STS-122 ed è tuttora attivo.

### Altri incarichi
Dal 1991 al 1997 Vallerani è stato presidente di Alenia Spazio (ora Thales Alenia Space). In seguito è stato presidente di ICARUS, l'organizzazione creata per realizzare il Centro Multi Funzionale Spaziale a Torino, ed è poi diventato presidente del centro di controllo della Stazione Spaziale Internazionale ALTEC (Advanced Logistics Technology Engineering Centre).
Dal 2006 Vallerani ricopre il ruolo di Educational Manager del Master Internazionale SEEDS (SpacE Exploration and Development Systems), di cui è stato tra i fondatori.
Ha pubblicato il volume "L'Italia e lo spazio. Moduli Abitativi" per McGraw Hill.

## Riconoscimenti
Nel 1990 ha ricevuto il Premio von Braun per il suo contributo allo sviluppo europeo del volo umano nello spazio.
Gli è stato dedicato un asteroide, 15004 Vallerani.